# Gare du Bec-Hellouin
La gare du Bec-Hellouin est une gare ferroviaire, fermée, de la ligne d'Évreux-Embranchement à Quetteville, située sur le territoire de la commune du Bec-Hellouin, dans le département de l'Eure en région Normandie.

## Situation ferroviaire
Établie à 51 mètres d'altitude, la gare du Bec-Hellouin était située au point kilométrique (PK) 150,069 de la ligne d'Évreux-Embranchement à Quetteville, entre les haltes de Saint-Martin - Brionne et de Pont-Authou - Les Essarts. 
Elle disposait de deux voies et de deux quais.

## Histoire
La section d'Évreux à Glos-Monfort a été déclarée d'intérêt public le 8 août 1873, et a été mise en service en deux étapes : le 2 janvier 1888 entre Évreux et Le Neubourg et le 1er juillet 1888 jusqu'à Glos-Montfort, cette deuxième section comprenant la gare du Bec-Hellouin. La ligne est fermée aux voyageurs le 26 septembre 1969 et le trafic marchandises est supprimé entre Le Neubourg et Glos-Montfort le 1er février 1971, ce qui entraîne la fermeture définitive de la gare. La section du Neubourg à Glos-Montfort est déclassée le 20 mars 1978.

## Patrimoine ferroviaire
Le bâtiment voyageurs d'origine est toujours présent, réaffecté, il est devenu une habitation privée. 